# G3BP1
La proteína 1 de unión a la proteína activadora de Ras GTPasa es una enzima que en humanos está codificada por el gen G3BP1.
Este gen codifica una de las enzimas de desenrollamiento del ADN con mayor afinidad por sustratos en el extremo 3' parcialmente desenrollados y también puede desenrollar dúplex parciales de ARN/ADN y ARN/ARN de una manera dependiente de ATP. Esta enzima es un miembro de las proteínas de unión al ARN nuclear heterogéneo y también es un elemento de la vía de transducción de señales de Ras. Originalmente se describió como una proteína que se unía específicamente a la proteína activadora de la Ras-GTPasa al asociarse con su dominio SH3, pero esta interacción ha sido cuestionada recientemente. Se han descrito varias variantes de transcripción de este gen por splicing alternativo, pero no se ha determinado totalmente la naturaleza de algunas de estas variantes.
G3BP1 puede iniciar la formación de gránulos de estrés y G3BP1 marcado se usa comúnmente como marcador para estos gránulos de estrés.

## Interacciones
Se ha demostrado que G3BP1 interactúa con USP10 y con SND1.